# خاودا
شهر خاودا (به هلندی: Gouda) در کشور هلند و در استان هلند جنوبی واقع شده‌است. جمعیت این شهر ۷۰٫۸۹۳ نفر است. یکی از محصولات مشهور این شهر پنیر گودا است.